# EDTA

Strukturformel för EDTA

EDTA och en metalljon i ett kelatkomplex

EDTA (eng. ethylenediaminetetraacetic acid, etylendiamintetraättiksyra) ((HO2CCH2)2NCH2CH2N(CH2CO2H)2) är en artificiellt framställd syra. EDTA är en av de mest använda komplexbildarna. Molekylen binder till centralatomen med sex bindningar och är därmed kelatbildande.
EDTA används bland annat i preparat som ges vid behandling av svår blyförgiftning där blyet binds av EDTA för att sedan utsöndras med urinen. Det används också vid plasmidburen genöverföring, vid bestämning av vattnets hårdhet, som antikoagulerande medel i blodprover samt vid konservering av arkeologiskt fyndmaterial av metall, främst bronsföremål.